# La grande sfida (fumetto)
La grande sfida (Le grand défi) è il primo albo del fumetto Michel Vaillant pubblicato nel gennaio del 1959 in Francia e nel 1963 in Italia. 
Venne pubblicato già nel 1958 su Le Journal de Tintin in 62 tavole.

## Trama
Un giornale americano, il New Indian, contesta il valore dei piloti europei e decide di organizzare una competizione tra un pilota francese e un pilota americano su molti circuiti internazionali. Michel Vaillant è scelto per difendere la bandiera francese mentre gli Americani designano Steve Warson. La lotta sarà terribile...